# Ollie Powers
Ollie Powers, geboren als Oliver Powell (Louisville (Kentucky), 1886 – Chicago, april 1928), was een Amerikaanse jazzmuzikant (zang, drums) en orkestleider van de Chicago-jazz.

## Biografie
Powers trad vanaf 1914 op in Chicago met het Panama Trio als vaudeville-zanger, ook in een duo met pianist Shelton Brooks. In de vroege jaren 1920 speelde hij in de Fields Crackerjack Band. In 1923 werkte hij met zijn eigen band, de Harmony Syncopators, met wie hij optrad in bekende zalen als het Dreamland Cafe, Lincoln Gardens en Paradise Gardens. In 1923 werden opnamen gemaakt voor Paramount Records (Play That Thing). Zijn band omvatte o.a. Tommy Ladnier en Jimmie Noone, in oktober 1924 verschenen Lil en Louis Armstrong ook in de Dreamland Band van Ollie Powers. Powers speelde ook met Frankie Jaxon. In twee andere Paramount-sessies was hij een zanger o.a. begeleid door Clarence M. Jones (Pensacola Joe) en door Bernie Young, Preston Jackson, Stump Evans en Cassino Simpson (Jazzbo Jenkins). Na Tom Lord nam hij tussen 1923 en 1925 deel aan vier opnamesessies.

## Overlijden
Ollie Powers overleed in april 1928 op 42-jarige leeftijd aan complicaties door diabetes. Louis Armstrong speelde op zijn begrafenis.
- Bibliothèque nationale de France: cb14217323f (data)
- Gemeinsame Normdatei: 1220876062
- International Standard Name Identifier: 0000 0004 5985 3374
- Library of Congress Control Number: no2005080368
- MusicBrainz: 1bbe2a06-7282-4dc3-a4ca-5b723256fbee
- Système universitaire de documentation: 250597063
- Virtual International Authority File: 73591764
- WorldCat: E39PCjqmkkCRpP3G3XMKTMRGDy